# Hernán Maidana

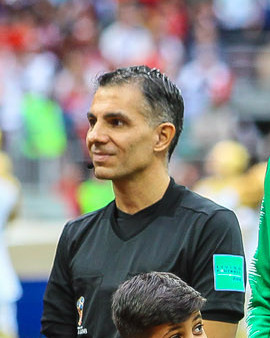
Hernán Maidana (WM 2018)

Hernán Pablo Maidana (* 14. Februar 1972) ist ein ehemaliger argentinischer Fußballschiedsrichterassistent.
Ab 2007 stand er auf der Liste der FIFA-Schiedsrichter und leitete internationale Fußballspiele.
Als Schiedsrichterassistent war Maidana (meist zusammen mit Juan Pablo Belatti) bei vielen internationalen Turnieren im Einsatz, darunter bei der Weltmeisterschaft 2010 in Südafrika (als Assistent von Héctor Baldassi), beim Konföderationen-Pokal 2013 in Brasilien (als Assistent von Diego Abal), bei der Weltmeisterschaft 2014 in Brasilien, beim Konföderationen-Pokal 2017 in Russland und bei der Weltmeisterschaft 2018 in Russland (jeweils als Assistent von Néstor Pitana). Bei der Weltmeisterschaft 2018 leiteten Pitana, Maidana und Belatti sowohl das Eröffnungsspiel als auch das Finale zwischen Frankreich und Kroatien (4:2).